# Жуантобе (Шиєлійський район)
Жуантобе́ (каз. Жуантөбе) — село у складі Шиєлійського району Кизилординської області Казахстану. Входить до складу Жолецького сільського округу.
Населення — 180 осіб (2021; 159 у 2009, 209 у 1999, 310 у 1989).